# Heteropoda gyirongensis
Heteropoda gyirongensis là một loài nhện trong họ Sparassidae. Loài này được phát hiện ở Trung Quốc.